# Klara södra kyrkogata

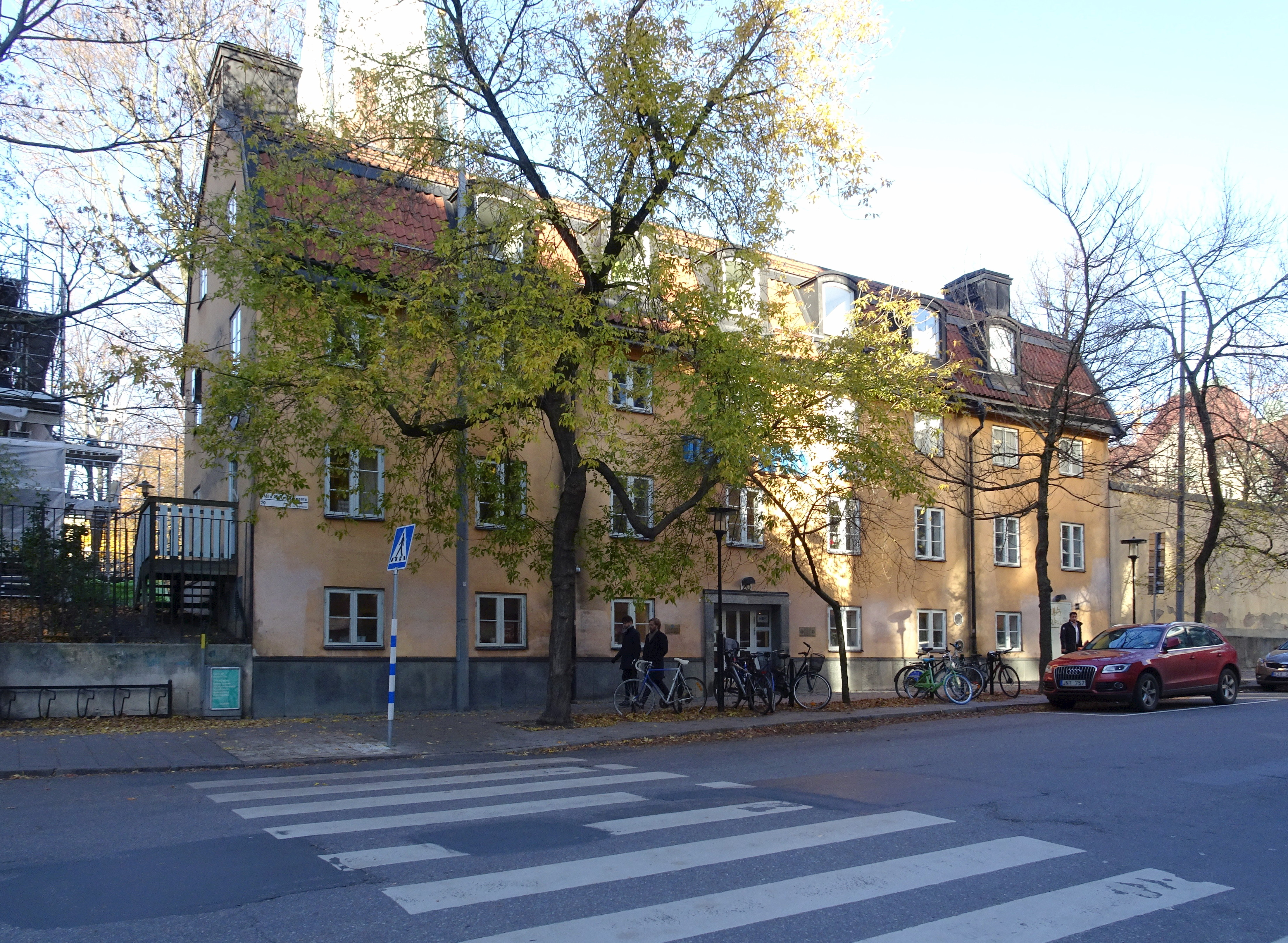
Klara södra kyrkogata 20, fastigheten Orgelpipan 9, oktober 2019.

Klara södra kyrkogata är en gata på Norrmalm i Stockholm. Gatan går i en kort sväng från Vattugatan till Klara västra kyrkogata.

## Historik

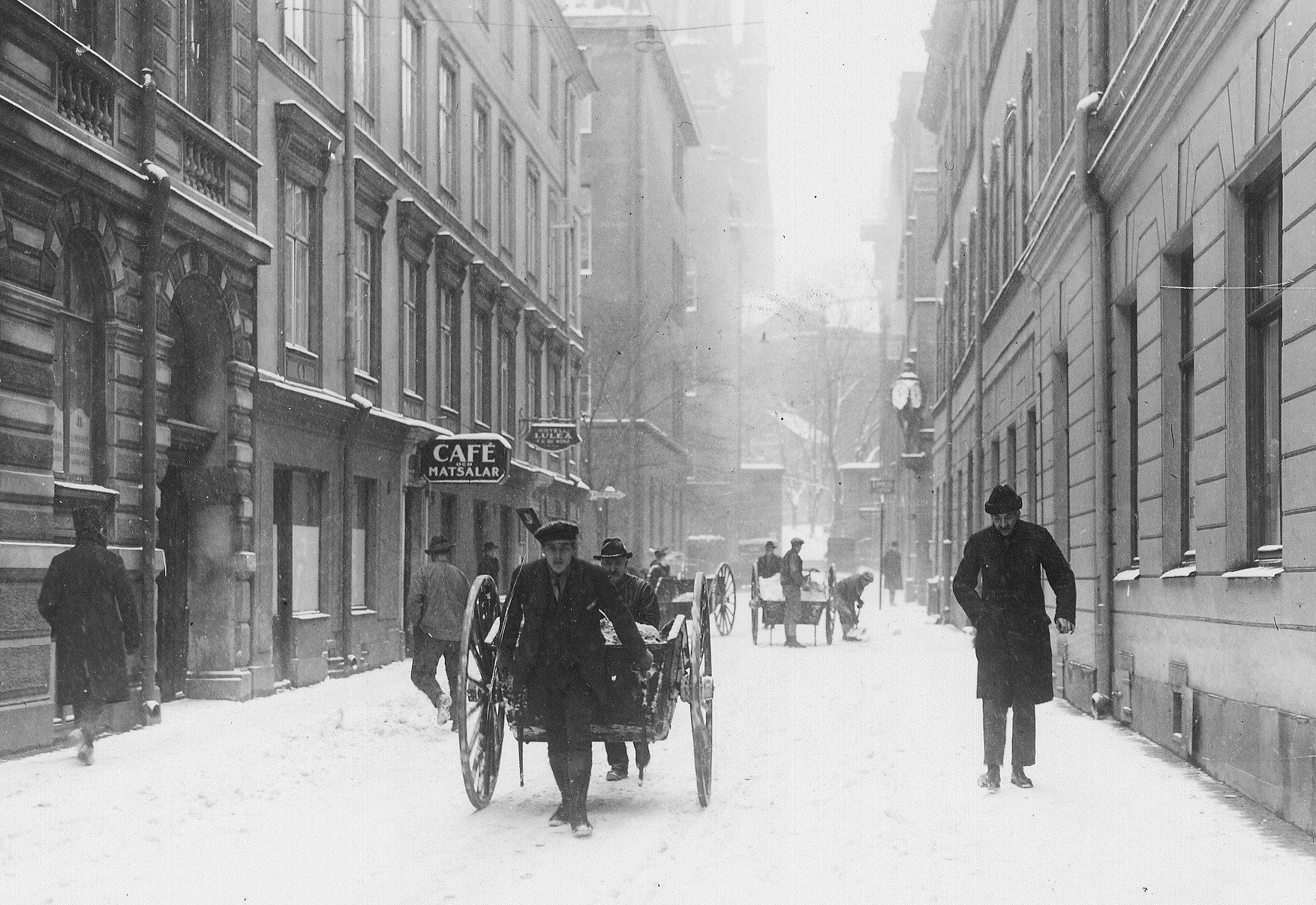
Klara södra kyrkogata norrut 1930.

Namnet härrör från Klara kyrka som även namngav Klara norra kyrkogata, Klara östra kyrkogata och Klara västra kyrkogata. Som namnet antyder sträcker sig Klara södra kyrkogata söder om Klara kyrka. Äldsta kända namn är Södre Kiörckegatan (1689), S:te Claræ Södra Kyrkiogata (1698) och Claræ Södra Kiorkiogata (1750-tal). 
Ursprungligen var Klara södra kyrkogata betydligt längre och sträckte sig från Klara kyrkas kyrkogård i rak linje söderut ner till Rödbodtorget. Nuvarande sträckning är ett resultat av Norrmalmsregleringen som på 1950- och 1960-talen förändrade Klarakvarteren och Stockholms gamla tidningskvarter. Gator och kvarter fick nya former och namn eller försvann helt. 
En del av dagens Rödbodgatan var tidigare Klara södra kyrkogata. I hörnet med Vattugatan låg Aftonbladets och Stockholms-Tidningens redaktioner. Hushörnet smyckades av Stockholms-Tidningens klocka från 1903 som återuppsattes på det nybyggda kontorshuset vilket uppfördes i början av 1990-talet. I hörnet med Herkulesgatan hade Restaurant S:ta Clara sina lokaler.
I kvarteret Duvan, vid Klara södra kyrkogata 13–15, låg Klara folkskola som uppfördes 1908–1912 efter ritningar av arkitekten Georg Ringström. Skolan revs 1964 i samband med Norrmalmsregleringen..

## Nutida bebyggelse
- Nr. 1 (fastigheten Duvan 6), byggår 1974–1981, arkitekt Malmquist & Skoogh.[1]
- Nr. 12–18 (fastigheten Svalan 9), byggår 1991–1994, arkitekt Åke Bejne, Tengbom arkitekter.[2]
- Nr. 20 (fastigheten Orgelpipan 9), byggår 1983–1986, arkitekt Tegnér Arkitektgrupp.[3]

## Bilder

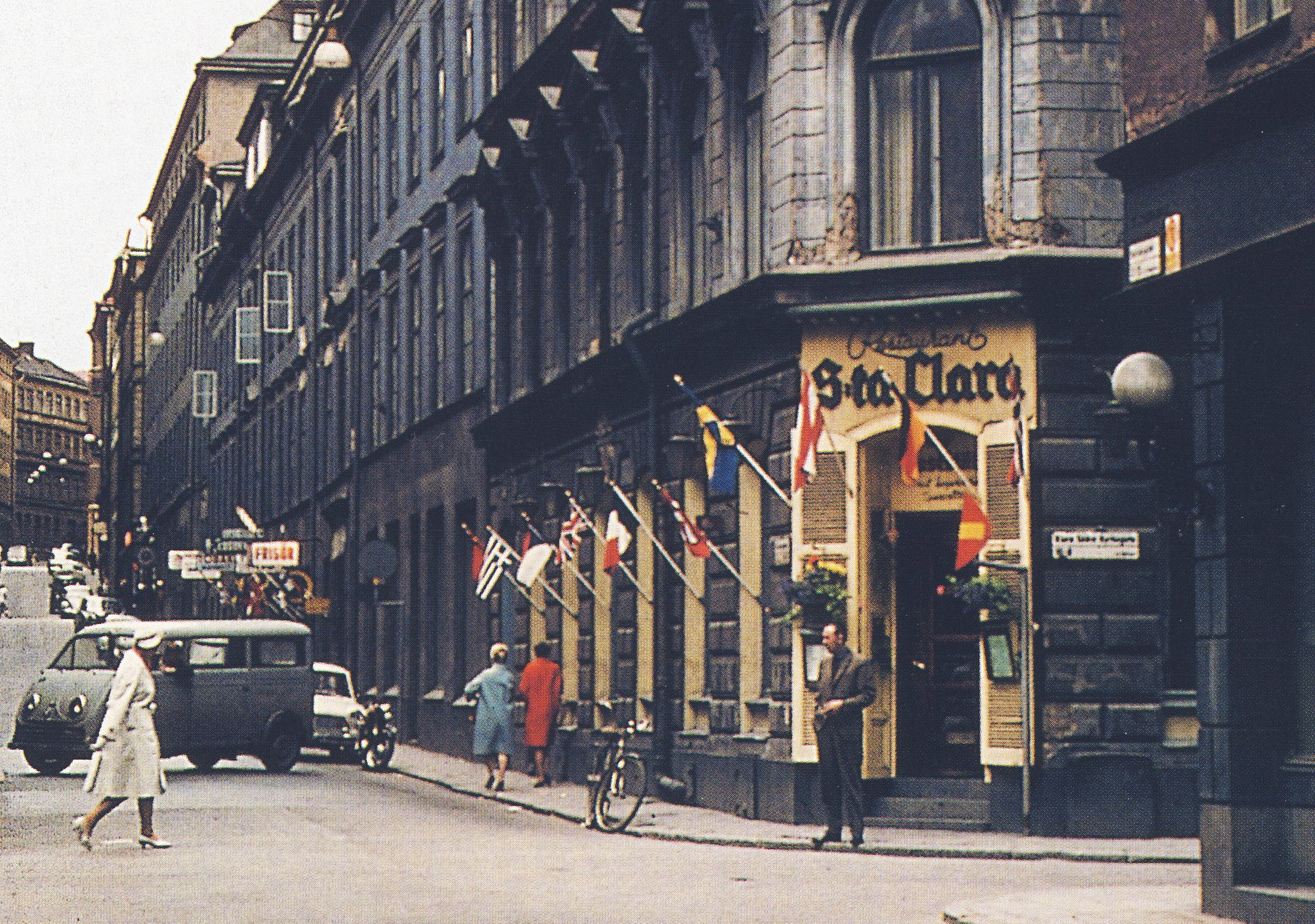
Hörnet Herkulesgatan / Klara södra kyrkogata 1964 (Restaurang S:ta Clara).
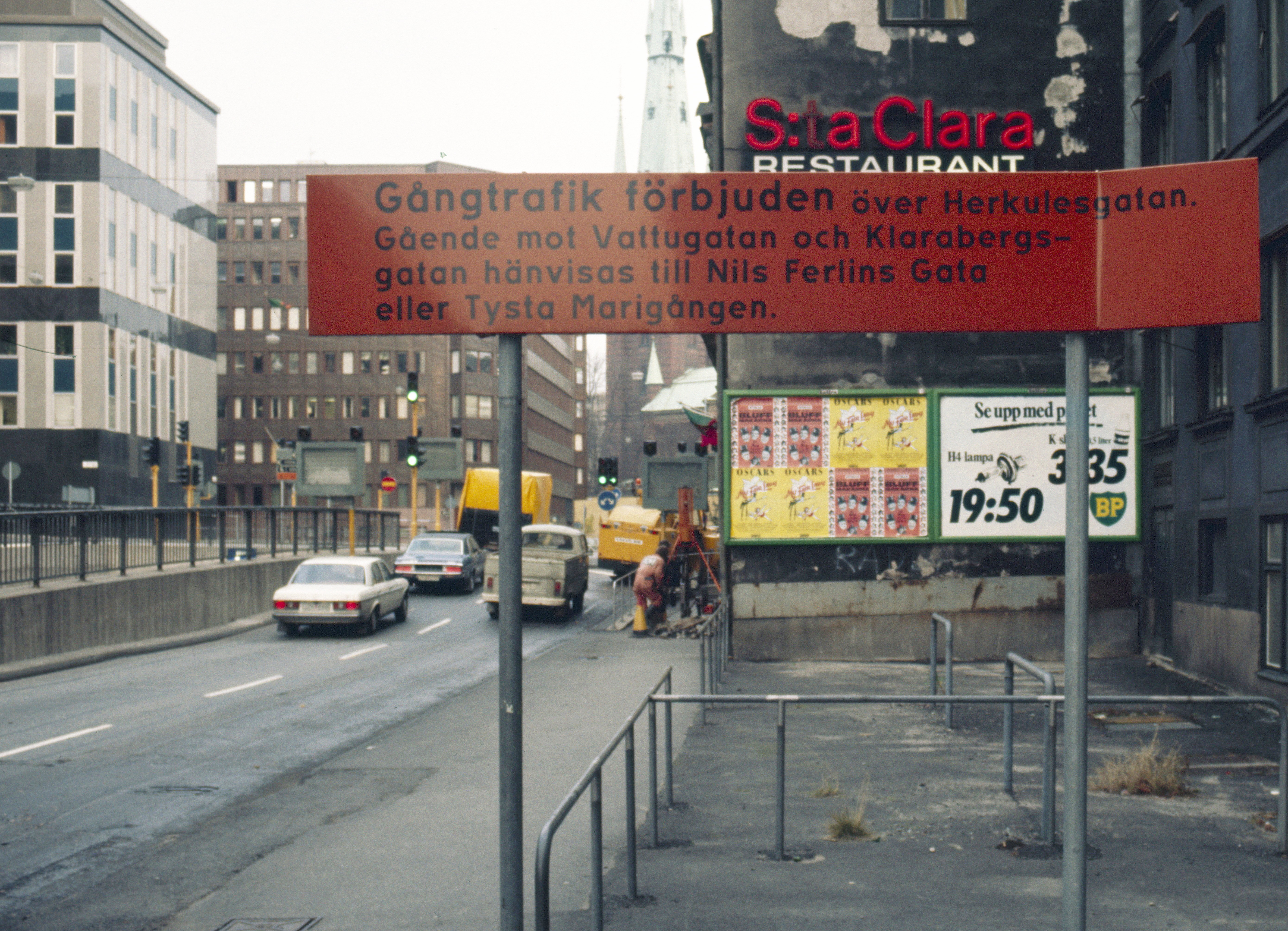
Rödbodgatan sedd norrut mot Klara södra kyrkogata, 1973.
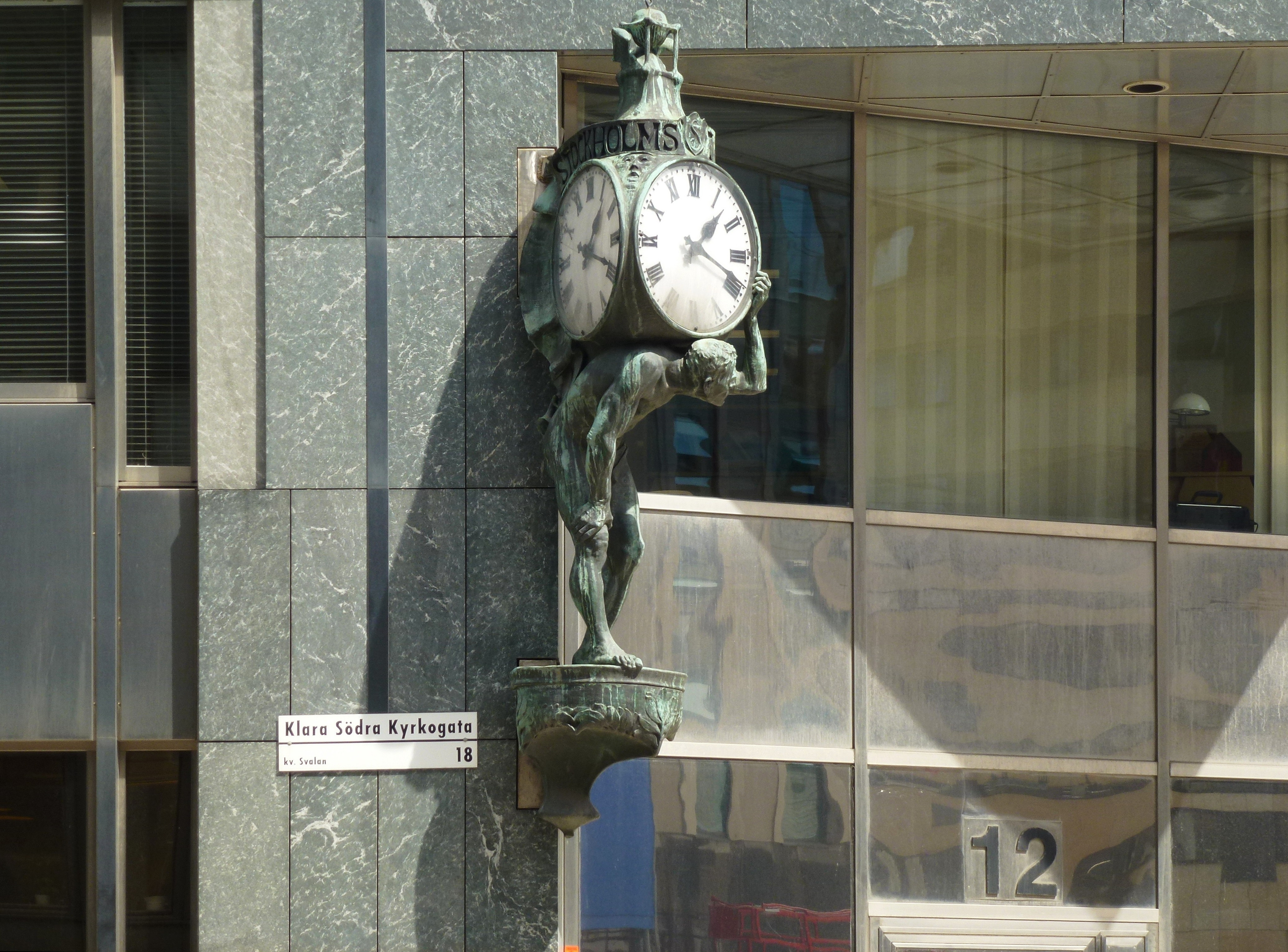
Hörnet Klara södra kyrkogata / Vattugatan, 2012 (Stockholms Tidningens ur).
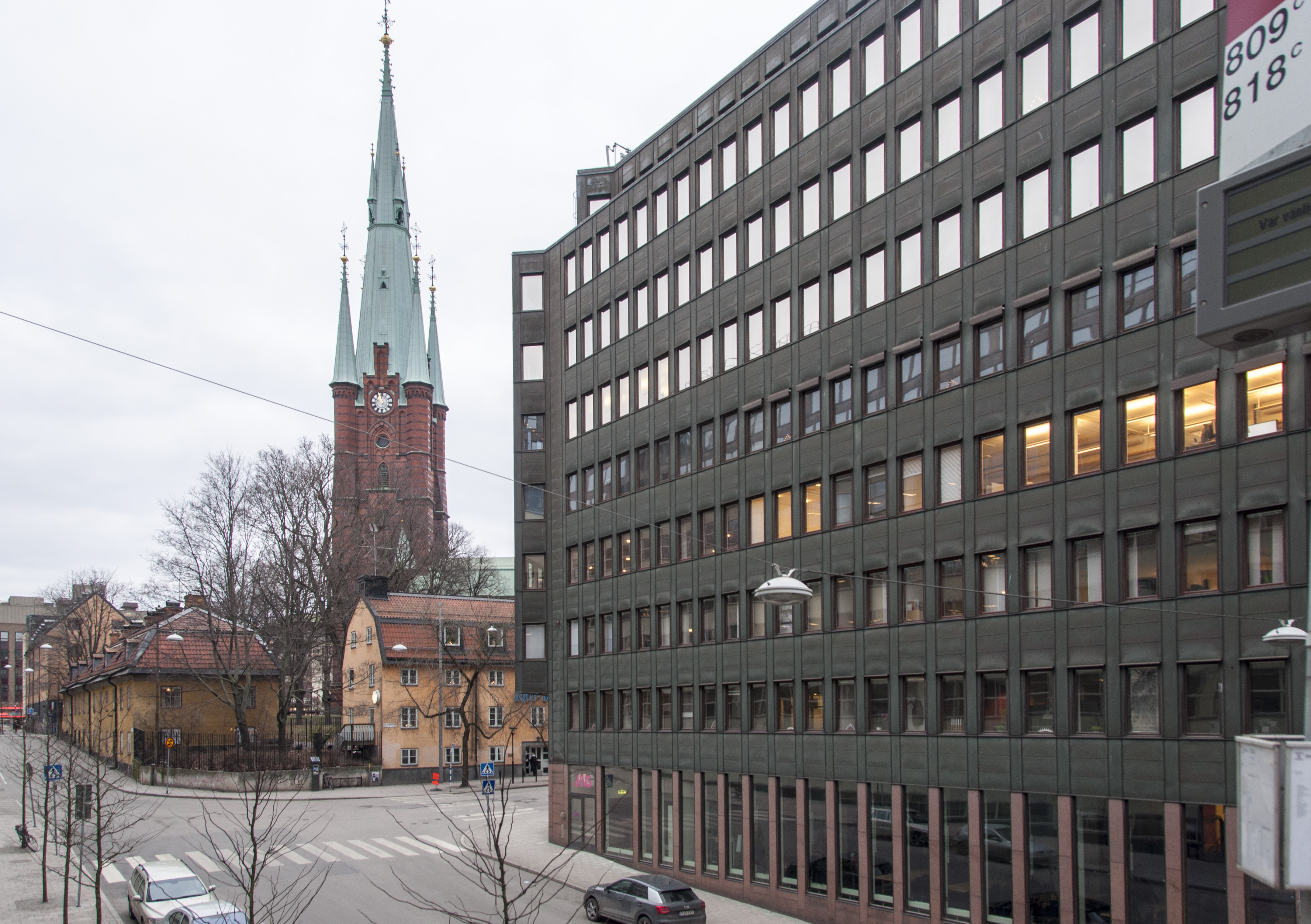
Hörnet Klara västra kyrkogata / Klara södra kyrkogata, 2018 (fastigheten Duvan 6).